# Kleine toepaja
De kleine toepaja (Tupaia minor) is een zoogdier uit de familie van de echte toepaja's (Tupaiidae). De wetenschappelijke naam van de soort werd voor het eerst geldig gepubliceerd door Albert Günther in 1876.

## Kenmerken
De rugvacht is olijf- of roodbruin gestippeld. Ze worden 11,5 tot 13,5 cm lang plus een staart van 13 tot 17 cm en wegen ongeveer 30 tot 70 gram. Het dier kan goed horen, zien en ruiken. De lange staart wordt gebruikt voor het bewaren van zijn evenwicht tijdens het rennen en klimmen.

## Leefwijze
Deze kleine toepajasoort is beter dan de meeste verwanten bestand tegen het kappen van bossen, omdat deze behendige klimmer zich ook kan handhaven in plantages, parken en tuinen. Zijn voedsel zoekt het overdag in bomen en struiken, tussen liggend hout en onder stenen en bestaat uit zaden, vruchten, aas en kleine dieren, dat ze net als eekhoorns tussen de voorpoten vasthouden.

## Voortplanting
De draagtijd is ongeveer 50 dagen, waarna er 2 of 3 jongen worden geboren, die worden achtergelaten in een bladernest in een boom. Af en toe keert de moeder terug om de jongen te zogen.

## Vijanden
Toepaja's hebben veel vijanden, zoals slangen, mangoesten, wilde katten en roofvogels. Tijdens het eten blijven ze altijd alert en speuren ze regelmatig naar gevaar.

## Verspreiding
Ze leven in het uiterste zuiden in de tropische bossen van Thailand, Maleisië, Sumatra, Borneo en omliggende eilanden.